# Jayengan
Jayengan is een bestuurslaag in het regentschap Surakarta van de provincie Midden-Java, Indonesië. Jayengan telt 3075 inwoners (volkstelling 2010).